# Ryan Cooley

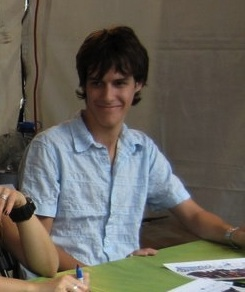
Ryan Cooley

Ryan Hadison Cooley (Orangeville, 18 maggio 1988) è un attore canadese.

## Biografia e carriera
Figlio di Charlie Cooley, musicista, Ryan ha frequentato la Orangeville District Secondary School, diplomandosi nel 2006, per iscriversi successivamente all'Università di Toronto.
Dopo aver preso parte a qualche film e svariate serie televisive, Cooley ha raggiunto la notorietà grazie al ruolo assunto nella serie drammatica canadese Degrassi: The Next Generation, tra il 2001 e il 2007, per la quale l'attore ha conseguito nel 2002 una vittoria per quanto riguarda gli Young Artist Awards e 4 nomination per la stessa categoria, rispettivamente negli anni 2002, 2003, 2005 e 2006.

## Premi e nomination
| Anno | Premio             | Categoria | Lavoro                        | Risultato       |
| ---- | ------------------ | --- | ----------------------------- | --------------- |
| 2002 | Young Artist Award | Miglior insieme di giovani in una serie televisiva (insieme a Sarah Barrable-Tishauer, Shane Kippel, Lauren Collins, Miriam McDonald, Melissa McIntyre, Christina Schmidt, Jake Goldsbie, Cassie Steele, Aubrey Graham e Daniel Clark) | Degrassi: The Next Generation | Vincitore/trice |
| 2002 | Young Artist Award | Miglior performance in una serie televisiva - Giovane attore protagonista | Degrassi: The Next Generation | Candidato/a     |
| 2003 | Young Artist Award | Miglior insieme di giovani in una serie televisiva (insieme a Sarah Barrable-Tishauer, Daniel Clark, Lauren Collins, Jake Epstein, Stacey Farber, Jake Goldsbie, Aubrey Graham, Shane Kippel, Andrea Lewis, Miriam McDonald, Melissa McIntyre, Adamo Ruggiero, Christina Schmidt e Cassie Steele) | Degrassi: The Next Generation | Candidato/a     |
| 2005 | Young Artist Award | Eccezionali giovani attori in una serie televisiva (insieme a Jake Epstein, Stacey Farber, Aubrey Graham, Miriam McDonald, Adamo Ruggiero, Christina Schmidt, Alex Steele, Cassie Steele e Sarah Barrable-Tishauer) | Degrassi: The Next Generation | Candidato/a     |
| 2006 | Young Artist Award | Miglior insieme di giovani attori in una serie televisiva (insieme a Dalmar Abuzeid, Sarah Barrable-Tishauer, John Bregar, Deanna Casaluce, Daniel Clark, Lauren Collins, Marc Donato, Jake Epstein, Stacey Farber, Aubrey Graham, Jake Goldsbie, Shenae Grimes, Jamie Johnston, Shane Kippel, Andrea Lewis, Mike Lobel, Miriam McDonald, Melissa McIntyre, Daniel Morrison, Adamo Ruggiero e Cassie Steele) | Degrassi: The Next Generation | Candidato/a     |

## Filmografia
- After (1998) Cortometraggio
- Happy Christmas, Miss King (1998) Film TV
- Real Kids, Real Adventures, nell'episodio "Amy to the Rescue: The Amy Toole Story" (1999)
- My Best Friend Is an Alien, negli episodi "They Called Him Pleskit!" (1999), "Aliens to Blow Up Earth!" (1999) e "Alien Dinner Massacre!" (1999)
- Il colore dell'amicizia (The Color of Friendship), regia di Kevin Hooks – film TV (2000)
- Hai paura del buio? (Are You Afraid of the Dark?), nell'episodio "The Tale of the Silver Sight - Part 1" (2000)
- Are You Afraid of the Dark?: The Tale of the Silver Sight (2000) Film TV
- Queer as Folk (Queer as Folk), nell'episodio 1x15 "The Ties That Bind" (2001)
- Lexx, negli episodi "Little Blue Planet" (2001), "Texx Lexx" (2001) e "P4X" (2001)
- Il mio amico bionico (Cybermutt) (2003) Film TV
- La mia vita con Derek (Life with Derek), nell'episodio "Il padrino della varicella" (2005)
- God's Goodness (2005) Cortometraggio
- The Tracey Fragments (2007)
- Degrassi: The Next Generation (Degrassi: The Next Generation) (2001-2007) Serie TV
- Degrassi: Minis, negli episodi "I Won't Forget" (2006) e "Ghost of Degrassi Past" (2009)
- The Dating Guy, nell'episodio "Weekend at Booyah's" (2010) (voce)
- Lost Girl, nell'episodio "Midnight Lamp" (2012)
- Oh No! It's an Alien Invasion (2013) Serie TV